# Ruwen Filus
Ruwen Filus (* 14. Februar 1988 in Bückeburg) ist ein deutscher Tischtennisspieler. Mit der Mannschaft gewann er dreimal EM-Gold und einmal WM-Silber.

## Werdegang
Filus ist ein moderner Abwehrspieler. Er begann als Fünfjähriger mit dem Tischtennis. Zunächst spielte er beim TuS Niedernwöhren und wechselte dann zu TSV Schwalbe Tündern. Gefördert wurde er im Landeszentrum Hannover von Sabine Bötcher und Frank Schönemeyer.
2003 wurde er in Novi Sad Europameister der Schüler im Einzel. Zudem gewann er den Titel mit der deutschen Schülermannschaft, den er bereits 2002 geholt hatte. 2004 und 2006 siegte er nochmals mit dem Jugendteam. Bronze erreichte er bei der Jugend-WM 2006 mit der deutschen Mannschaft. Im gleichen Jahr belegte er beim europäischen Jugend-Ranglistenturnier Platz drei.

WRL-Positionen der besten 4 Tischtennis-Abwehrspieler

2005 wechselte er zum Zweitligisten TTS Borsum, ein Jahr später in die Bundesliga zum TTV Gönnern. Zusammen mit Steffen Mengel kam er im Doppel bei der nationalen deutschen Meisterschaft 2009 bis ins Endspiel. Bei der Europameisterschaft 2009 kam er im Einzel bis ins Viertelfinale, nachdem er einige starke Spieler, etwa den Polen Lucjan Błaszczyk, aus dem Rennen geworfen hatte.
2009 wechselte er zur TG Hanau, 2010 zu TTF Ochsenhausen, 2011 kehrte er nach Hanau zurück. Im April 2010 war er in der Weltrangliste das erste Mal in den Top 100 vertreten. Am 23. November 2010 bestritt Filus sein erstes Länderspiel; im Kampf gegen Belarus gewann und verlor er je ein Einzel. Gegen Schweden am 4. Januar 2011 gelang ein Sieg im Doppel mit Patrick Franziska. Im Dezember 2010 siegte er im Bundesranglistenturnier. 2011 nahm er zum ersten Mal an einer Weltmeisterschaft teil, bei der EM im selben Jahr gewann er Gold mit der Mannschaft. In der Saison 2011/12 spielte er ein Jahr lang beim TTC Grenzau. Seitdem ist er bei TTC RhönSprudel Fulda-Maberzell aktiv, wo er seinen Vertrag inzwischen bis 2020 verlängerte.
Bei der Europameisterschaft 2013 erreichte Filus erneut das Viertelfinale, in dem er gegen Teamkollege Bastian Steger verlor. Er war zudem Mitglied in der siegreichen Mannschaft, wurde aber nicht eingesetzt. 2013 gewann er durch seinen Halbfinaleinzug bei den Czech Open zudem seine erste World Tour-Medaille und ist seit September dieses Jahres durchgehend in den Top 100 vertreten, im April 2015 gelang der Sprung unter die Top 50. Bei der Europameisterschaft 2015 holte er Silber mit dem Team und kam im Einzel ins Viertelfinale, das er nach 3:1-Führung noch 3:4 gegen Tiago Apolónia verlor, wodurch er eine EM-Medaille verpasste. 2016 konnte er zum ersten Mal am Europe Top-16 teilnehmen, wo er in der Gruppenphase ausschied. Im selben Jahr bestritt er seine erste Team-WM und wurde im Doppel mit Ricardo Walther Deutscher Meister. Diesen Erfolg wiederholten sie im darauffolgenden Jahr, als Filus zudem Vizemeister im Einzel wurde und das erste Mal seit 2011 eine Nominierung für eine Individual-Weltmeisterschaft erhielt. Dort kam er im Einzel ins Achtelfinale, das er mit 2:4 gegen den Weltranglisten-Zweiten Fan Zhendong verlor. Im Juli erreichte er in der Weltrangliste mit Platz 21 eine neue persönliche Bestmarke, im September gewann er bei der Europameisterschaft 2017 erneut Gold mit der Mannschaft und war erstmals der bestplatzierte Abwehrspieler der Welt. Im Doppel mit Ricardo Walther konnte er sich außerdem für die Grand Finals qualifizieren, an denen sie wegen einer Verletzung Walthers aber nicht teilnehmen konnten. Seine erste WM-Medaille gewann er bei der Weltmeisterschaft 2018, bei der Deutschland trotz zahlreicher Verletzungsprobleme den zweiten Platz erreichte.
Im Januar 2018 erreichte er mit Rang 18 seinen bisher besten Weltranglistenplatz. Bei der Europameisterschaft 2018 gewann er mit Han Ying den Titel im Mixed und mit Ricardo Walther die Bronzemedaille im Doppel. 2021 zog er beim Star-Contender-Turnier in Doha ins Finale ein, nachdem er unter anderem die Top-20-Spieler Jang Woo-jin, Jun Mizutani und Lin Yun-ju geschlagen hatte, verlor dann aber gegen Tomokazu Harimoto. Im selben Jahr konnte er durch den Verzicht von Timo Boll und Dimitrij Ovtcharov erstmals am Europe Top 16 teilnehmen, wo er im Viertelfinale gegen Patrick Franziska ausschied. Boll und Ovtcharov fehlten auch bei der Team-EM, die Filus mit der deutschen Mannschaft dennoch gewinnen konnte. 2022 siegte er beim WTT Contender Almaty, nachdem er im Finale gegen Lin Yun-ju einen 0:3-Rückstand wettgemacht und noch 4:3 gewonnen hatte.

## Equipment
Der Schläger von Filus unterstützt sein defensivorientiertes Allroundspiel. Er benutzt ein Allround-Holz mit einem Butterfly Langnoppen-Belag auf der Rückhand und einem Butterfly-Belag maximaler Schwammstärke auf der Vorhand.

## Privat
Im Juni 2013 heiratete Ruwen Filus Verena Petri. Sie haben einen Sohn und zwei Töchter, von denen eine schwerbehindert ist.

## Turnierergebnisse
| Verband | Veranstaltung                         | Jahr | Ort               | Land | Einzel        | Doppel        | Mixed      | Team     |
| ------- | ------------------------------------- | ---- | ----------------- | ---- | ------------- | ------------- | ---------- | -------- |
| GER     | Europameisterschaft                   | 2021 | Cluj-Napoca       | ROU  |               |               |            | Gold     |
| GER     | Europameisterschaft                   | 2020 | Warschau          | POL  | letzte 16     |               |            |          |
| GER     | Europameisterschaft                   | 2018 | Alicante          | ESP  |               | Halbfinale    | Gold       |          |
| GER     | Europameisterschaft                   | 2017 | Luxemburg         | LUX  |               |               |            | Gold     |
| GER     | Europameisterschaft                   | 2015 | Jekaterinburg     | RUS  | Viertelfinale | letzte 16     |            | Silber   |
| GER     | Europameisterschaft                   | 2013 | Schwechat         | AUT  | Viertelfinale |               |            |          |
| GER     | Europameisterschaft                   | 2012 | Herning           | DEN  | letzte 16     |               |            |          |
| GER     | Europameisterschaft                   | 2011 | Gdańsk-Sopot      | POL  |               |               |            | Gold     |
| GER     | Europameisterschaft                   | 2009 | Stuttgart         | GER  | Viertelfinale |               |            |          |
| GER     | Jugend-Europameisterschaft (Junioren) | 2006 | Sarajevo          | BIH  | Halbfinale    |               |            | Gold     |
| GER     | Jugend-Europameisterschaft (Junioren) | 2004 | Budapest          | HUN  |               |               |            | Gold     |
| GER     | Jugend-Europameisterschaft (Kadetten) | 2003 | Novi Sad          | YUG  | Gold          |               |            | Gold     |
| GER     | Jugend-Europameisterschaft (Kadetten) | 2002 | Moskau            | RUS  |               |               |            | Gold     |
| GER     | Europe Top 16                         | 2021 | Thessaloniki      | GRC  | Viertelfinale |               |            |          |
| GER     | ITTF Challenge Series                 | 2019 | Bangkok           | THA  | Gold          | Gold          |            |          |
| GER     | WTT Series (Contender)                | 2022 | Almaty            | KAZ  | Gold          |               |            |          |
| GER     | WTT Series (Star Contender)           | 2021 | Doha              | QAT  | Silber        |               |            |          |
| GER     | ITTF World Tour                       | 2018 | Olmütz            | CZE  | letzte 32     | Halbfinale    |            |          |
| GER     | ITTF World Tour                       | 2017 | Linz              | AUT  | letzte 16     | Silber        |            |          |
| GER     | ITTF World Tour                       | 2017 | Neu-Delhi         | IND  | letzte 16     | Silber        |            |          |
| GER     | ITTF World Tour                       | 2016 | Linz              | AUT  | Viertelfinale | Halbfinale    |            |          |
| GER     | ITTF World Tour                       | 2016 | Zagreb            | HRV  | letzte 64     | Halbfinale    |            |          |
| GER     | ITTF World Tour                       | 2013 | Spała             | POL  | Viertelfinale |               |            |          |
| GER     | ITTF World Tour                       | 2013 | Olomouc           | CZE  | Halbfinale    |               |            |          |
| GER     | ITTF World Tour                       | 2012 | Poznań            | POL  | letzte 16     |               |            |          |
| GER     | ITTF World Tour                       | 2012 | Bremen            | GER  | letzte 64     |               |            |          |
| GER     | ITTF World Tour                       | 2012 | Ekaterinburg      | RUS  | letzte 32     | Viertelfinale |            |          |
| GER     | ITTF World Tour                       | 2012 | Olomouc           | CZE  | letzte 32     |               |            |          |
| GER     | ITTF World Tour                       | 2012 | Shanghai          | CHN  | letzte 32     |               |            |          |
| GER     | ITTF World Tour                       | 2012 | Incheon City      | KOR  | letzte 32     |               |            |          |
| GER     | ITTF World Tour                       | 2012 | Santiago de Chile | CHI  | Viertelfinale | letzte 16     |            |          |
| GER     | ITTF World Tour                       | 2012 | Kuwait City       | KUW  | letzte 32     |               |            |          |
| GER     | ITTF World Tour                       | 2012 | Doha              | QAT  | letzte 32     |               |            |          |
| GER     | ITTF World Tour                       | 2012 | Velenje           | SLO  | letzte 32     |               |            |          |
| GER     | ITTF Pro Tour                         | 2011 | Schwechat         | AUT  | letzte 64     |               |            |          |
| GER     | ITTF Pro Tour                         | 2011 | Rio de Janeiro    | BRA  | Viertelfinale | Viertelfinale |            |          |
| GER     | ITTF Pro Tour                         | 2011 | Władysławowo      | POL  | letzte 16     |               |            |          |
| GER     | ITTF Pro Tour                         | 2011 | Doha              | QAT  | letzte 64     |               |            |          |
| GER     | ITTF Pro Tour                         | 2010 | Warschau          | POL  | letzte 64     |               |            |          |
| GER     | ITTF Pro Tour                         | 2010 | Berlin            | GER  | letzte 64     |               |            |          |
| GER     | ITTF Pro Tour                         | 2010 | Doha              | QAT  | letzte 64     |               |            |          |
| GER     | ITTF Pro Tour                         | 2009 | Sheffield         | ENG  | letzte 64     |               |            |          |
| GER     | ITTF Pro Tour                         | 2009 | Minsk             | BLR  | letzte 32     | letzte 16     |            |          |
| GER     | ITTF Pro Tour                         | 2009 | Doha              | QAT  | letzte 32     |               |            |          |
| GER     | ITTF Pro Tour                         | 2009 | Kuwait City       | KUW  | letzte 64     |               |            |          |
| GER     | ITTF Pro Tour                         | 2009 | Frederikshavn     | DEN  | letzte 64     |               |            |          |
| GER     | ITTF Pro Tour                         | 2008 | Berlin            | GER  | letzte 32     |               |            |          |
| GER     | ITTF Pro Tour                         | 2008 | Salzburg          | AUT  | letzte 64     |               |            |          |
| GER     | ITTF Pro Tour                         | 2005 | Velenje           | SLO  | letzte 64     |               |            |          |
| GER     | Weltmeisterschaft                     | 2023 | Durban            | RSA  | letzte 32     |               |            |          |
| GER     | Weltmeisterschaft                     | 2021 | Houston           | USA  | letzte 16     |               |            |          |
| GER     | Weltmeisterschaft                     | 2018 | Halmstad          | SWE  |               |               |            | Silber   |
| GER     | Weltmeisterschaft                     | 2017 | Düsseldorf        | GER  | letzte 16     | letzte 64     |            |          |
| GER     | Weltmeisterschaft                     | 2016 | Kuala Lumpur      | MAS  |               |               |            | 13       |
| GER     | Weltmeisterschaft                     | 2011 | Rotterdam         | NED  | letzte 64     | letzte 32     | letzte 64  |          |
| GER     | World Cup                             | 2011 | Magdeburg         | GER  |               |               |            | 3. Platz |
| GER     | Jugend-Weltmeisterschaft              | 2006 | Kairo             | EGY  |               |               | Halbfinale |          |
| GER     | Jugend-Weltmeisterschaft              | 2005 | Linz              | AUT  |               | Viertelfinale |            |          |
| GER     | World Junior Circuit                  | 2006 | San Salvador      | ESA  | Silber        |               |            |          |
| GER     | World Junior Circuit                  | 2006 | Cetniewo          | POL  | Gold          |               |            |          |
| GER     | World Junior Circuit                  | 2006 | Platja d’Aro      | ESP  | Silber        |               |            |          |
| GER     | World Junior Circuit                  | 2005 | Platja d’Aro      | ESP  | Viertelfinale |               |            |          |
| GER     | World Junior Circuit                  | 2005 | Casablanca        | MAR  | Viertelfinale |               |            |          |
| GER     | World Junior Circuit Finals           | 2006 | Vrsac             | SRB  | Viertelfinale |               |            |          |